# オヴィンドリ
オヴィンドリ（イタリア語: Ovindoli）は、イタリア共和国アブルッツォ州ラクイラ県にある、人口約1,200人の基礎自治体（コムーネ）。

## 地理

### 位置・広がり

#### 隣接コムーネ
隣接するコムーネは以下の通り。
- アイエッリ
- アヴェッツァーノ
- チェラーノ
- マッサ・ダルベ
- ペシーナ
- ロッカ・ディ・メッツォ
- セチナーロ

## 行政

### 分離集落
オヴィンドリには、以下の分離集落（フラツィオーネ）がある。
- Casalmartino, San Potito, Santa Jona